# Caucus van Kansas 2008
De caucus van Kansas is een voorverkiezing die voor de Democraten op 5 februari 2008 werd gehouden, de dag van Super Tuesday. Op 9 februari konden de Republikeinen stemmen. Barack Obama en Mike Huckabee wonnen.

## Democraten
Datum van conventie: 5 februari 2008
Aantal nationale gedelegeerden: 21 (of 32)
| Legenda: | teruggetrokken voor de caususes |

| Kansas Democratische lokale conventie 2008 | Kansas Democratische lokale conventie 2008 | Kansas Democratische lokale conventie 2008 | Kansas Democratische lokale conventie 2008 | Kansas Democratische lokale conventie 2008 |
| Kandidaat                                  | Stemmen                                    | Percentage                                 | Gedelegeerden uit de districten            | Nationale gedelegeerden                    |
| ------------------------------------------ | ------------------------------------------ | ------------------------------------------ | ------------------------------------------ | ------------------------------------------ |
| Barack Obama                               | 27.172                                     | 73,99%                                     | 15                                         | 23                                         |
| Hillary Clinton                            | 9.462                                      | 25,77%                                     | 6                                          | 9                                          |
| John Edwards                               | 53                                         | 0,14%                                      | 0                                          | 0                                          |
| Dennis Kucinich                            | 35                                         | 0,10%                                      | 0                                          | 0                                          |
| Bill Richardson                            | 1                                          | 0,00%                                      | 0                                          | 0                                          |
| Totaal                                     | 36.723                                     | 100,00%                                    | 21                                         | 32                                         |

## Republikeinen
Mike Huckabee won overtuigend de Republikeinse caucus in Kansas met 60% van de stemmen, voor John McCain (24%) en Ron Paul (11%).
| Kandidaten    | Stemmen | Percentage | Nationale gedelegeerden |
| ------------- | ------- | ---------- | ----------------------- |
| Mike Huckabee | 11.627  | 59,58%     | 36                      |
| John McCain   | 4.587   | 23,50%     | 0                       |
| Ron Paul      | 2.182   | 11,18%     | 0                       |
| Mitt Romney   | 653     | 3,35%      | 0                       |
| Alan Keyes    | 288     | 1,48%      | 0                       |
| Fred Thompson | 61      | 0,31%      | 0                       |
| Rudy Giuliani | 34      | 0,17%      | 0                       |
| Neutraal      | 84      | 0,43%      | 0                       |
| Totaal        | 19.133  | 100%       | 36                      |